# Talgarth
Talgarth è una cittadina di circa 1.300 abitanti del Galles sud-orientale, facente parte della contea di Powys e situata ai piedi delle Black Mountains, all'interno del parco nazionale delle Brecon Beacons, e lungo il corso dei fiumi Ennig ed Ellywe, al confine con la contea inglese dell'Herefordshire

## Etimologia
Il toponimo Talgarth significa letteralmente "piede delle colline" e deriva appunto dalla posizione della località.

## Geografia fisica

### Collocazione
Talgarth si trova nella parte sud-orientale della contea di Powys, a circa 47 km ad est della città inglese di Hereford e a circa 4 km a nord del lago di Llangorse.

## Società

### Evoluzione demografica
Al censimento del 2011, Talgarth contava una popolazione pari a 1.268 abitanti. Nel 1991 ne contava invece 1.818.

## Edifici e luoghi d'interesse
Tra gli edifici d'interesse di Talgarth figura una chiesa del XIV secolo (restaurata nel 1873) dedicata a Santa Guendalina.
Altro edificio d'interesse è un mulino del XVIII secolo.